# Albert Beyens
Pour les articles homonymes, voir Beyens.
Albert-Guillaume-Marie Beyens était un jurisconsulte né le 8 novembre 1760 à Deinze et mort le 7 novembre 1827 à Bruxelles.

## Biographie
Fils de Pierre Beyens, bourgmestre de Deinze, et de Marie Jeanne Camberlyn (nl), Albert Beyens est le frère de Jean-Baptiste Beyens et le cousin par sa mère de Jean-Baptiste Camberlyn.
Inscrit à l'Université de Louvain à la pédagogie du Faucon, il obtint son diplôme de licencié en droit et fut accepté en 1787 comme avocat au Conseil de Flandre à Gand.
Il se mêla comme son frère Jean-Baptiste quelque peu de politique et fut en 1792 échevin de la 'Vicomté' à Gand. Ce fut l'époque où il rédigea plusieurs mémoires juridiques qui ont été conservés sous forme manuscrite.
Après l'arrivée des Français en juin 1794, il demeura avocat à Gand. Il est nommé président du Tribunal de première instance de Gand en 1800. Les rapports le concernant étaient unanimement élogieux. Le préfet Faipoult écrivait : Instruit, intelligent, connaît la jurisprudence flamande et le commissaire du gouvernement renchérissait : aucun juge n'est capable de le remplacer.
En 1803, il rejoignit la loge Les Amis philanthropes en tant qu'apprenti. L'année d'après et jusqu'en 1807, il était mentionné comme maître, pour ensuite être inscrit comme membre honoraire. En 1808, il fut nommé chargé de cours à l’École spéciale de droit, récemment fondée à Bruxelles.
Beyens possédait une bibliothèque très fournie et en fit faire l'inventaire en 1804 par l'éditeur-imprimeur gantois De Goesin, qui imprima un catalogue en cinq volumes. Sa réputation en tant que juriste et juge était solide. Le procureur général François Joseph Beyts témoigna à son sujet en 1810, à l'époque où il était déjà tombé en disgrâce : J'ai assisté à ses audiences, même à ses référés à son domicile. Rien n'égale son habileté, sa facilité à liquider les affaires, son coup d'œil est juste, rapide, il est d'une probité reconnue, il s'est identifié avec le code civil et le code de procédure civile, il les applique et les étudie par goût et par passion, ils sont sur sa table au déjeuner, sur sa table de nuit, il a des talents transcendants.
Les ennemis de Beyens publièrent un pamphlet anonyme très hargneux. Une feuille volante fut également diffusée sous le titre Prophétie tirée d'un vieux manuscrit avec toutes sortes d'accusations et même avec la suggestion qu'il en savait plus sur la mort suspecte de son frère. Beyts le fit venir chez lui et l'obligea à signer sa démission. Son excellente réputation fit qu'il ne fut pas laissé à l'abandon et qu'il fut pourvu d'un poste d'enseignant à l'École de Droit d'Amsterdam. Il s'y inscrivit également au barreau. Lors de son séjour dans la capitale des Pays-Bas il écrivit deux traités, demeurés également à l'état de manuscrits.
En 1817, Beyens revint à Bruxelles et devint avocat à la Cour suprême de Bruxelles. En peu de temps il s'y acquit une belle réputation et fut surtout sollicité par des citoyens qui s'opposaient au gouvernement du royaume des Pays-Bas, voire au roi Guillaume Ier lui-même. En 1818, il se chargea de la défense des sieurs Donny et Crawford qui exigeaient de l'État de fortes indemnités et qui furent poursuivis pour un délit de presse, ayant étalé leurs exigences dans des articles de journaux. En 1820, il défendit, avec son frère Jean-Baptiste et cinq autres avocats renommés, le publiciste Charles Van der Straeten qui avait publié des critiques envers le Royaume-Uni. Cette défense fut tellement prise de mauvaise part par les autorités, que les avocats furent suspendus, arrêtés et mis en accusation. Le tumulte qui s'ensuivit fut tel que la Chambre de mise en accusation préféra se limiter à l'imposition d'une sanction disciplinaire.

## Ouvrages
- Commentaire sur la Coutume d'Alost
- Notulen op de Costuymen van Gent
- Reflexiones ad Consuetudines Gandavenses
- Projet d'une loi relative à la procédure civile (1811)
- Projet de code pour le royaume de Hollande (1812)
- Inlydinge tot de kennis van het Vlaemsch Regt

## Littérature
- « Beyens (Albert-Guillaume-Marie) », Biographie nationale de Belgique,  Académie royale de Belgique
- Notices d'autorité :   - VIAF
  - ISNI
  - Pays-Bas
- Notice dans un dictionnaire ou une encyclopédie généraliste :   - Biographie nationale de Belgique